# IC 3259
IC 3259 ist eine Balken-Spiralgalaxie mit ausgedehnten Sternentstehungsgebieten vom Hubble-Typ SBdm im Sternbild Jungfrau auf der Ekliptik. Sie ist schätzungsweise 59 Mio. Lichtjahre von der Milchstraße entfernt und hat einen Durchmesser von etwa 30.000 Lichtjahren. Unter der Bezeichnung VCC 667 gilt sie als Mitglied des Virgo-Galaxienhaufens.
Im gleichen Himmelsareal befinden sich u. a. die Galaxien NGC 4341, NGC 4342, NGC 4365, IC 3267 und PGC 40338.
Das Objekt wurde am 23. April 1895 vom französischen Astronomen Guillaume Bigourdan entdeckt.